# Sérgio Mikhailovich da Rússia
Sérgio Mikhailovich da Rússia (em russo: Сергей Миха́йлович), (7 de outubro de 1869 - 18 de julho de 1918) foi o quinto filho do grão-duque Miguel Nikolaevich da Rússia e um primo directo do czar Alexandre III da Rússia. Seguiu uma carreira militar e serviu como Inspector-geral da Artilharia com a posição de General-adjunto durante a Primeira Guerra Mundial.
Foi assassinado por bolcheviques em Alapayevsk, no dia 18 de julho de 1918, juntamente com outros parentes Romanov, apenas um dia depois do assassinato do czar Nicolau II e da sua família em Ekaterinburgo.

## Primeiros anos

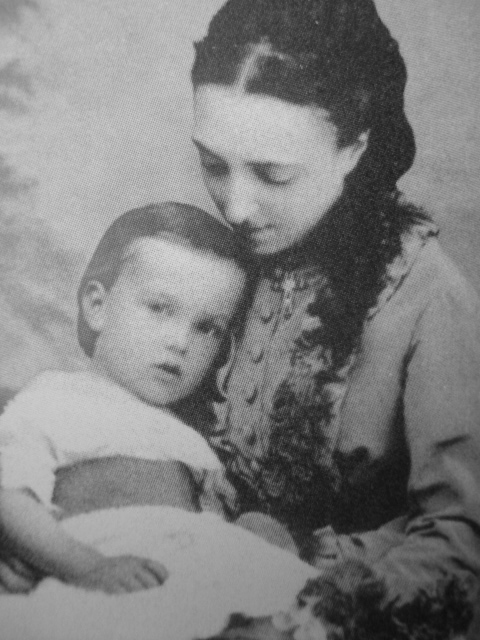
Sérgio, em criança, nos braços da sua mãe Olga

O grão-duque Sérgio nasceu no dia 7 de outubro de 1869 em Borjomi, na propriedade de 80 hectares que o seu pai possuía a 140 quilómetros de Tiflis. Foi o quinto rapaz e sexta criança a nascer do grão-duque Miguel Nikolaevich da Rússia e da sua esposa, a grã-duquesa Olga Feodorovna, nascida princesa Cecília de Baden. Recebeu o seu nome em honra de São Sérgio de Radonege.
O grão-duque passou os seus primeiros anos de vida no Cáucaso, até 1881, quando a sua família regressou a São Petersburgo. Criado num ambiente conservador e militarista, Sérgio recebeu pouco afecto dos seus pais. O seu pai, ocupado com deveres militares e governamentais, sempre foi uma figura distante. A sua mãe era exigente e uma disciplinadora fria para com os seus filhos.
Tal como os seus irmãos, Sérgio estava destinado desde o seu nascimento a seguir uma carreira militar. Tinha duas semanas de idade quando recebeu o seu primeiro regimento militar: a 153.ª Infantaria Vakusnkii do regimento grão-duque Sérgio Mikhailovich.

## Um grão-duque russo

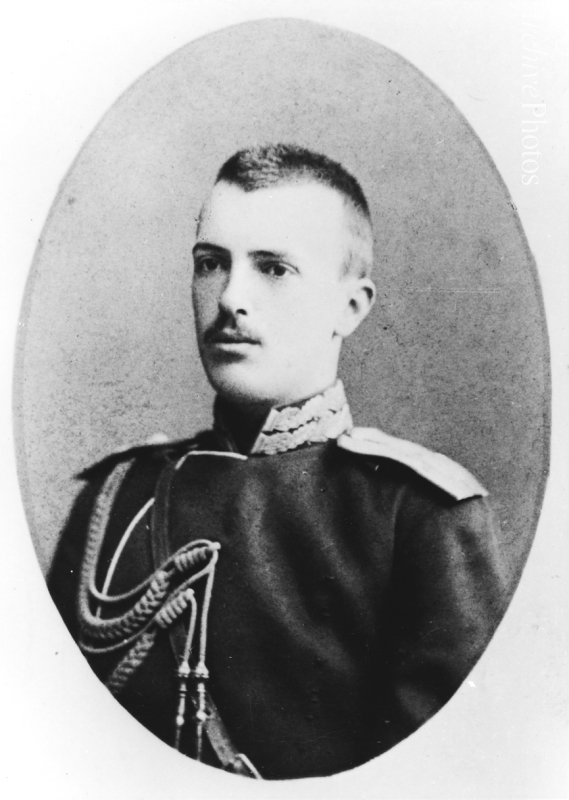
Sérgio ainda jovem.

Sérgio adorava a vida militar e servia em vários regimentos. Tal como o seu pai, preferia as munições e artilharia. Depois de se formar da Escola de Artilharia de Mikhailovsky, iniciou o seu serviço militar na Brigada de Cavalaria Artilhada da Guarda. Em 1891 tornou-se ajudante-de-campo do Czar e, em 1899, foi promovido a coronel. Em 1904 tornou-se Major-general dos Guardas Domésticos da Brigada de Artilharia para protecção pessoal do Czar. Em 1905 substituiu o seu pai como Inspector-geral de Artilharia, um posto que ocupou até 1915 quando foi afastado devido a controvérsias durante a Primeira Guerra Mundial. Em 1908 tornou-se general-adjunto. Em 1914 foi promovido a General de Cavalaria. Desde janeiro de 1916 serviu como inspector de campo de artilharia até que se demitiu do seu posto militar após a queda da monarquia.
Sérgio era alto, com 1,92 centímetros de altura, e foi o único filho do grão-duque Miguel Nikolaevich a herdar os olhos azuis e cabelo loiro do pai. Contudo começou a ficar careca muito cedo e era considerado o menos bonito de uma família muito atraente. Tinha uma noção bem presente do ridículo, mas era pessimista devido à influência que teve do seu tutor, o coronel Helmerson. Tinha o hábito de dizer "tant pis!" ("tanto pior") sempre que recebia más notícias. Embora fosse considerado, no geral, indelicado e mal-humorado, conseguia ser, ao mesmo tempo, sincero e afectuoso. Adorava as coisas simples e dava-se facilmente com pessoas de todas as classes.
Ao contrário dos seus irmãos, Sérgio interessava-se por matemática e física devido à sua paixão pela artilharia. A sua única inclinação artística prendia-se com o canto gregoriano, o que o levou a criar um coro com mais de sessenta vozes, entre elas cantores profissionais. Este coro era conduzido por Kasatchenko, o mestre do Teatro Imperial. Durante uma década, o coro encontrava-se no palácio de Sérgio todas as segundas-feiras à noite e ensaiavam das oito às dez e meia da noite até que a Guerra Russo-Japonesa interrompeu estas actividades. Tal como os seus irmãos Jorge e Alexandre, Sérgio também gostava de numismática e tinha uma grande colecção de moedas. Como todos os grão-duques, Sérgio era extremamente rico. Além da mesada de 200,000 rublos anuais que recebia por ser um grão-duque, tinha ainda vastas propriedades privadas que incluíam um chalé de caça a 60 quilómetros de São Petersburgo. Após a morte do seu pai em 1909, a sua fortuna ainda aumentou mais.
Sérgio permaneceu solteiro toda a sua vida, vivendo na casa do seu pai e, mais tarde, com os seus irmãos mais velhos no novo Palácio Michaelovsky nas margens do Neva. As alas e corredores eram tão grandes que Sérgio tinha de os percorrer de bicicleta para poder visitar os seus irmãos Jorge e Nicolau que moravam noutras partes do palácio.

## Ménage à trois

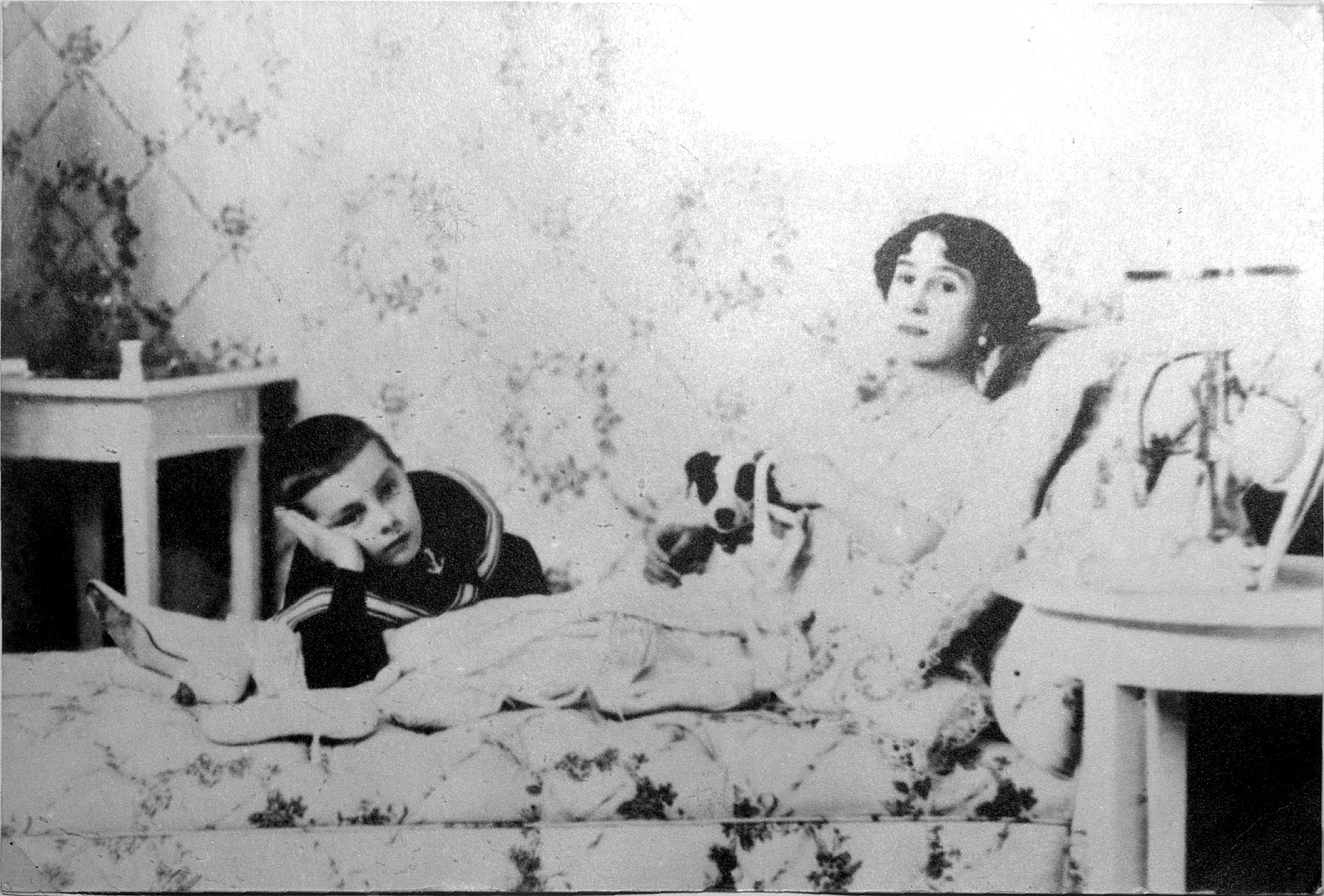
Matilde Kschessinskaya com o seu filho Vladimir cuja paternidade sempre permaneceu em dúvida.

No inicio da década de 1890, o grão-duque Sérgio Mikhailovich era particularmente chegado ao seu irmão Alexandre. Os dois estavam a fazer uma viagem pela Índia quando souberam da morte súbita da sua mãe em 1891. Ambos os irmãos se apaixonaram pela grã-duquesa Xenia Alexandrovna, a sua prima em segundo-grau. Ela escolheu Alexandre e os dois casaram-se em 1894. Durante o último ano de reinado do czar Alexandre III, Sérgio e os seus irmãos Alexandre e Jorge tornaram-se companheiros constantes do futuro czar Nicolau II. Esta proximidade terminou com a ascensão de Nicolau ao trono e o seu casamento com a princesa Alice de Hesse-Darmstadt.
Quando Nicolau II, na altura ainda czarevich, terminou a sua relação com a famosa bailarina Matilde Kschessinskaya, pediu a Sérgio para tomar conta dela. A partir de 1894 o grão-duque, na altura com 25 anos, tornou-se no protector da bailarina e deixou-a em muito boas condições. Em 1895 comprou-lhe uma dacha (uma espécie de chalé russo), em Strelna. Kschessinskaya, que era muito ambiciosa, aproveitou-se das suas ligações aos Romanov para promover a carreira. Sérgio, sendo o Presidente da Sociedade de Teatros Imperiais, envolveu-se activamente no mundo do ballet para assegurar um lugar de destaque à sua protegida no Ballet Imperial. Apesar de Sérgio ser devoto a Matilde, ela nunca o amou e apenas o usava como ferramenta para atingir os seus objectivos. Ele sempre permaneceu um grande amigo dela até ao fim da sua vida. Nunca se casou e via em Matilde uma substituta para uma vida familiar.
Em fevereiro de 1900 Matilde conheceu o grão-duque André Vladimirovich, um filho do grão-duque Vladimir Alexandrovich e primo directo de Sérgio. A bailarina apaixonou-se por ele e os dois não demoraram a começar uma relação amorosa. O grão-duque Sérgio tolerou este romance e decidiu permanecer um amigo próximo de Kschessinskaya, embora a sua relação com o primo tivesse azedado. Os dois evitavam-se em encontros sociais enquanto partilharam a mesma mulher por quase vinte anos.
O ménage à trois tornou-se mais complicado quando, no dia 18 de junho de 1902, Matilde deu à luz um filho. Ambos os grão-duques ficaram, a princípio, convencidos de que cada um era o pai da criança.
Depois da revolução, tanto Kschessinskaya como o grão-duque André defenderam a versão de que o pai seria André, mas foi Sérgio que cuidou de Matilde e da criança enquanto estava vivo. A criança, que ficou conhecida na família pela alcunha de Vova, recebeu o nome de Vladimir Sergeivich, indicando que o seu pai oficial era Sérgio, mas o seu nome completo só foi conhecido pelo público em 1911. O certificado de nascimento mostrava Sérgio como o pai e ele adorava a criança. A questão da paternidade de Vladimir continua por resolver, mas a maior parte das fontes afirma que o verdadeiro pai seria André, uma vez que Vladimir se parecia mais com ele.
O grão-duque Sérgio também teve uma relação com a Condessa Barbara Vorontzova-Daskova, nascida Orlova (1870-1915), a viúva do Conde Ivan Illarionovitch Vorontzov-Daskov. Em 1908 ela teve um filho a quem chamou Alexandre na Suíça. O pai desta criança parece ter sido Sérgio. Alexandre foi adoptado por uma amiga da sua mãe, Sofia Vladimirovna Dehn, cuja avó era uma filha do czar Nicolau I. Passou a sua infância na Itália onde o seu pai adoptivo era um oficial da marinha. Alexandre era um artista bastante conhecido e exibia frequentemente as suas aguarelas em galerias de arte americanas. Foi casado duas vezes e morreu em Nova Iorque em 1979.

## Guerra e revolução

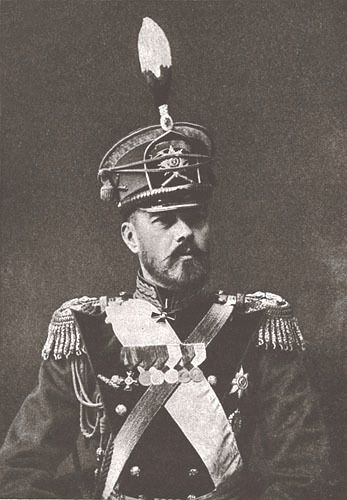
Sérgio durante a Primeira Guerra Mundial.

Depois de visitar a Áustria e a Alemanha em 1913, Sérgio informou o governo do trabalho imparável que as fábricas dos poderes centrais europeus estavam a realizar, mas os seus avisos sobre uma guerra iminente não foram ouvidos pelos ministros russos. No Verão de 1914, pouco antes do rebentar da Primeira Guerra Mundial, o grão-duque Sérgio estava a viajar perto do lago Baikal quando adoeceu gravemente de febre reumática. Quando regressou a Mikhailovskoe, nos primeiros dias de Outono, a sua doença, associada à pleurisia que tinha contraído na viagem, deixaram-no num estado muito grave. Passou cinco meses preso à cama antes de os médicos considerarem que ele estava apto para assumir os seus deveres. Foi nomeado inspector geral da artilharia e ficou alojado no quartel-general.
Como chefe da artilharia, Sérgio foi fortemente atacado pelo presidente da Duma, Miguel Rodzianko. Havia corrupção e negligência no departamento de artilharia e houve um escândalo que envolvia os contractos da artilharia. Kschessinskaya foi acusada de conseguir contractos que beneficiavam certas firmas em busca de ganhos económicos. O grão-duque foi culpado por não descobrir um grupo de ladrões e de proteger os contractos corruptos da sua amante. Uma comissão especial investigou o departamento de artilharia e, em janeiro de 1916, Sérgio foi forçado a demitir-se do mesmo. Foi depois nomeado inspector-geral da artilharia em Stavka. Estava numa posição que lhe permitia lidar com Nicolau II todos os dias, vivendo nos mesmos aposentos do czar. No entanto estava cada vez mais pessimista quanto ao resultado que a guerra teria na Rússia. A czarina seguiu atentamente os rumores de corrupção que tinham afectado a reputação de Sérgio e pressionou o marido para que o demitisse do departamento de artilharia. O escândalo dos subornos não desapareceu mesmo durante os últimos tempos do império e Sérgio permaneceu quase todos estes meses em Stavka. Tornou-se mais cuidadoso e tentou afastar-se de Matilde, que o tinha usado na sua busca por lucro pessoal. Quanto à guerra, Sérgio não tinha qualquer esperança.
Quando a Monarquia caiu, o grão-duque Sérgio estava em Mogilev na companhia de Nicolau II quando ele foi forçado a abdicar. Durante os primeiros meses do governo provisório, Sérgio permaneceu em Mogilev em exílio voluntário por conselho do seu irmão Nicolau Mikhailovich, devido aos rumores de corrupção que o perseguiam graças a Matilde. Contudo Sérgio resistiu à pressão do seu irmão mais velho para terminar tudo com ela.
Sérgio regressou a Petrogrado no inicio de junho de 1917. Permaneceu na antiga capital durante o período do Governo Provisório, continuando a viver com o irmão Nicolau em Michaelovsky. Foi nesta altura que pediu Matilde em casamento, mas ela recusou. Em vez disso, resolveu juntar-se ao grão-duque André no Cáucaso. No dia 13 de julho de 1917, Sérgio dirigiu-se à estação de comboios de Nicolau para se despedir de Matilde e do filho dela.

## Prisão

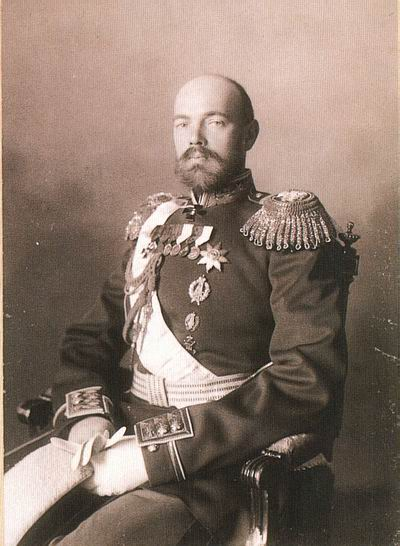
Sérgio

Depois de uma nova revolução bem-sucedida por parte dos bolcheviques em novembro de 1917, os jornais de Petrogrado publicaram um decreto que convocava todos os homens da família Romanov a apresentarem-se na Tcheka, a polícia secreta. Inicialmente foi-lhes apenas pedido que saíssem da cidade. Em março de 1918 os Romanov que se tinham registado foram convocados novamente e desta vez foram enviados para o exílio no interior da Rússia. Sérgio foi enviado para Viatka, uma pequena cidade no sopé dos montes Urais. Com as malas nas mãos, o grão-duque chegou à estação de comboios de Nicolau no dia 4 de abril de 1918. O secretário pessoal de Sérgio, Fyodor Remez acompanhou-o no exílio. Às sete da noite desse dia, o comboio saiu da estação a caminho do leste siberiano. Sérgio partiu na companhia do seu secretário, de três filhos do grão-duque Constantino Constantinovich (João, Constantino e Igor) e do Príncipe Vladimir Paley, filho do casamento morganático do grão-duque Paulo Alexandrovich. Em Viatka, Sérgio ficou alojado numa casa diferente dos seus parentes mais novos. Apesar de serem todos, virtualmente, prisioneiros, podiam participar em missas na igreja local e caminhar livremente pela cidade. Mas esta situação mudou apenas onze dias depois.
No dia 30 de abril, o grão-duque Sérgio, o seu secretário e restantes Romanov foram transferidos para Ekaterinburgo por ordem do soviete regional dos Urais. A viagem demorou três dias. No dia 3 de maio de 1918 os prisioneiros chegaram à cidade e foram alojados no Hotel Palácio Real na praça principal da cidade. Alguns dias depois, a grã-duquesa Isabel Feodorovna, irmã da czarina, juntou-se a eles e todos tinham uma certa liberdade de movimentos. Apesar do czar, a czarina e os seus filhos se encontrarem na mesma cidade, na Casa Ipatiev, eles nunca se conseguiram contactar. Duas semanas depois, o Soviete decidiu transferir novamente o grupo de prisioneiros. No dia 18 de maio de 1918 foi-lhes dito que seriam levados para a cidade de Alapayevsk, que ficava a 190 quilómetros de Ekaterinburgo e foi-lhes ordenado que fizessem as malas depressa. Nessa mesma tarde entraram todos a bordo de um comboio que, dois dias depois, os deixou no seu último destino.
Os Romanov foram instalados na escola Napolnaya, na orla da cidade. A escola era pequena, tendo apenas seis salas e mobília básica, mas insuficiente. Cada prisioneiro recebeu uma cama amovível de ferro. Tinham permissão para se deslocar pelas antigas salas de aula e organizar os seus pertences como desejassem. O grão-duque Sérgio partilhava uma sala com o seu secretário e o Príncipe Paley. Apesar de estarem fortemente vigiados por soldados do Exército Vermelho, os prisioneiros podiam passear pela cidade, falar com os seus habitantes e ir à igreja em dias festivos. Preparados para passar muito tempo em Alapayevsk, decidiram plantar flores e vegetais nos jardins que circundavam a escola e era aí que passavam a maior parte do tempo. Em dias chuvosos liam romances russos uns aos outros. Contudo o regime foi ficando cada vez mais severo e os passeios foram proibidos. A escola foi rodeada de arame farpado e pequenas trincheiras. Duas semanas depois todos os prisioneiros seriam assassinados.

## Assassinato
Existe um testemunho escrito sobre o assassinato do grupo de Romanovs em Alapayevsk, contado por um dos bolcheviques locais, Vasisili Ryabov. Mais tarde, ele recordou:
| “ | Foi na madrugada de 17 para 18 de Julho de 1918. Quando tivemos a certeza de que a aldeia estava toda a dormir, entramos silenciosamente na escola. Ninguém reparou na nossa presença, já estavam todos a dormir. Entramos na sala onde as mulheres estavam a dormir e acordámo-las, dizendo-lhes num tom de voz baixo que se vestissem depressa, uma vez que seriam levadas para um local seguro devido à possibilidade de um ataque armado. Elas obedeceram silenciosamente. Amarramos-lhes as mãos atrás das costas logo ali e depois vendamos-lhes os olhos e deixámo-las na carroça que já estava à espera ao lado da escola. Sentámo-las e enviámo-las para o seu destino. Depois disso entramos nas salas ocupadas pelos homens. Contamos-lhes a mesma história. Os jovens príncipes Constantinovich e o Príncipe Paley também obedeceram meticulosamente. Levamo-los para o corredor, vendamos-lhes os olhos, prendemos-lhes as mãos atrás das costas e eles seguiram noutra carroça. Já tinhamos decidido antes que as carroças não deviam ir juntas. O único que se tentou opôr foi o grão-duque Sérgio Mikhailovich. Fisicamente ele era mais forte do que os outros. Tivemos que lutar fisicamente com ele. Ele disse-nos categoricamente que não ia a lado nenhum, pois sabia que todos seriam mortos. Ele barricou-se atrás de um armário e os nossos esforços para o tirar de lá de nada serviram. Estamos a perder tempo precioso. Por fim acabei por perder a paciência e alvejei-o. Contudo apenas disparei com a intenção de o ferir ligeiramente para o assustar até que ele se rendesse. Feri-o no braço. Ele não resistiu mais. Prendi-lhe o braço e cobri-lhe os olhos. Foi colocado na última carroça e partimos. Estavamos com muita pressa. Já estava a amanhecer. Pelo caminho o grão-duque Sérgio Mikhailovich voltou a repetir que sabia que eles seriam todos mortos. "Diga-me porquê?" Perguntou ele. "Eu nunca me envolvi em política. Adorava desporto, jogava bilhar e interessava-me em numismática." Eu tentei reconfortá-lo o mais que podia, apesar de eu próprio estar muito agitado por tudo o que tinha passado naquela noite. Apesar de estar com o braço ferido, o grão-duque não se queixou. Finalmente chegamos á mina. O buraco não era muito profundo e pelos vistos tinha um local de um lado que não estava coberto de água. | ” |

Na mina número sete, a mais profunda e maior que não estava a ser utilizada, as carroças pararam. Vendados, os Romanov receberam ordens para caminhar sobre um tronco colocado 18 metros acima da mina. Sérgio, o homem mais velho do grupo, foi o único a desobedecer. Atirou-se aos guardas e eles alvejaram-no mortalmente de imediato. O seu corpo foi atirado para o buraco. Os seus parentes receberam golpes na cabeça das baionetas e atirados para a mina ainda vivos. Depois disso foram atiradas duas granadas. O buraco foi depois tapado com arbustos secos que foram queimados até não haver sinais de vida debaixo deles.

## Descoberta dos corpos

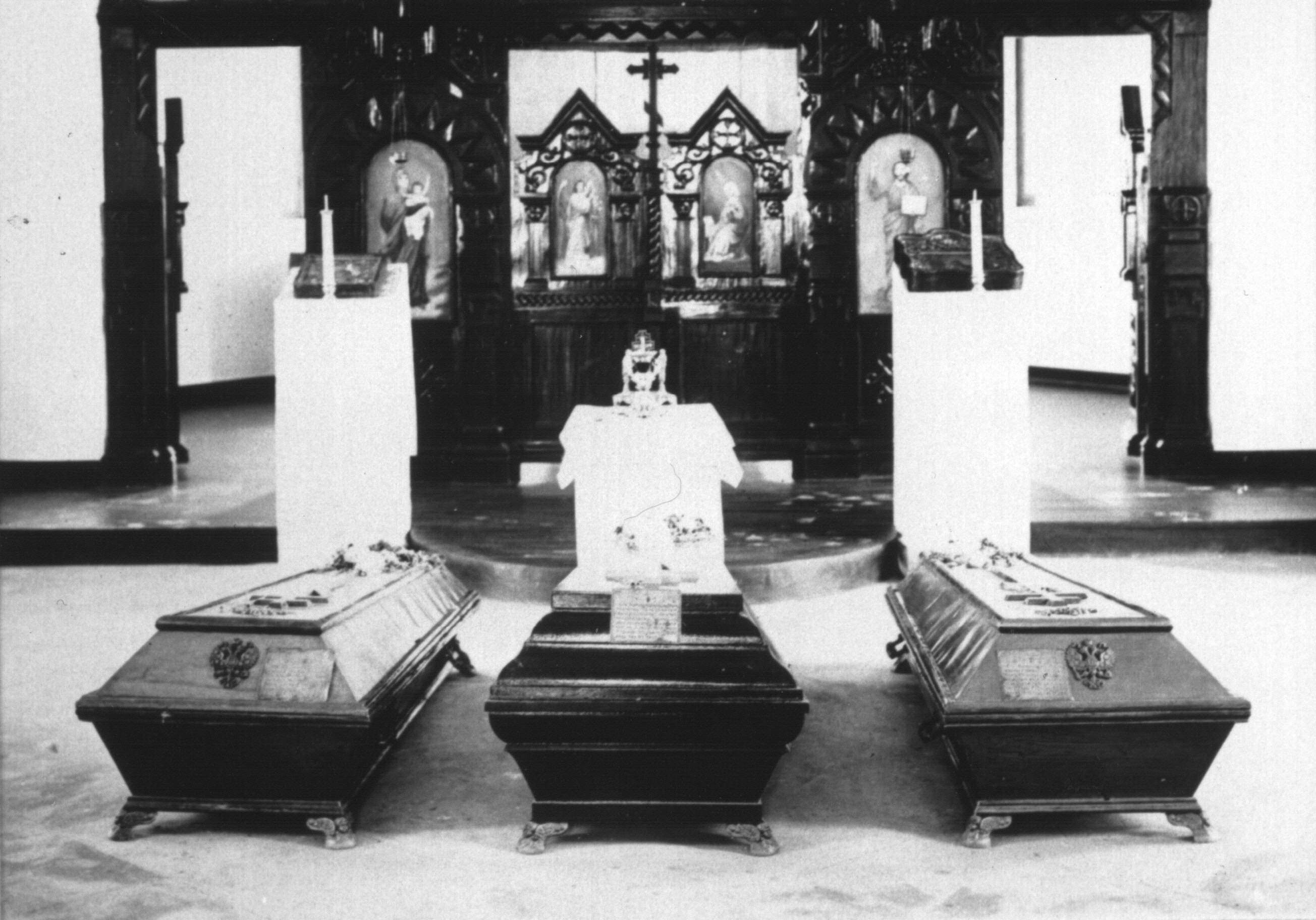
Caixão do grão-duque Sérgio Mikhailovich (centro) entre os do príncipe João Constantinovich e do príncipe Constantino Constantinovich.

No dia 28 de setembro de 1918, o Exército Branco conquistou Alapayevsk na esperança de conseguir resgatar os prisioneiros da escola. Alguns pastores locais encaminharam os investigadores para a mina abandonada. No dia 8 de Outubro os corpos começaram a ser retirados da mina. O corpo do grão-duque Sérgio foi encontrado dois dias depois.
A identificação dos corpos foi feita tendo em conta as roupas usadas por cada um e por papeis encontrados nos seus bolsos. Os investigadores não tinham quaisquer registo dental ou médico e as onze semanas que se tinham passado tinham alterado o aspecto físico das vitimas. A autópsia realizada revelou que o grão-duque Sérgio tinha uma nódoa no lado esquerdo da cabeça, mas a sua morte tinha sido causada por um tiro no lado direito.
Depois das autópsias, os corpos foram lavados, vestidos em fatos brancos e colocados em caixões de madeira. Houve um serviço fúnebre para cada um deles e foram enterrados na cripta da catedral da santa trindade em Alapayevsk. Oito meses depois, quando se tornou claro que o Exército Branco estava em retirada, os caixões foram levados para Irkutsk onde ficaram por menos de seis meses, antes dos avanços do Exército Vermelho forçar a sua retirada para leste. Em abril de 1920, os caixões estavam em Pequim, onde foram enterrados na cripta de uma capela ligada à missão russa. A igreja foi mais tarde demolida, apesar de se acreditar que os caixões estão ainda lá enterrados, debaixo de um parque de estacionamento.

## Canonização
Em 1981, o grão-duque foi canonizado como neomártir pela Igreja Ortodoxa Fora da Rússia. Em 2000, depois de várias discussões dentro da Igreja Ortodoxa Russa, foi declarado Mártir da Opressão da União Soviética.